# Auktoriserad revisor
En auktoriserad revisor är en person som är kvalificerad att utföra krävande och ansvarsfulla uppgifter inom revision. Förutsättningen för att få använda titeln auktoriserad revisor är att man uppfyller undervisningskrav samt har en viss mängd erfarenhet inom yrket som revisor. Auktoriserade revisorer arbetar i flera grenar inom affärslivet. Arbetsuppgifterna inkluderar rapportering, rådgivning och ledarskap. Titeln auktoriserad (chartered) är en internationellt igenkänd professionell beteckning som visar att de etiska, professionella och tekniska färdigheterna är på en hög nivå. Skillnaden mellan begreppet revisor och auktoriserad revisor är att en auktoriserad revisor har uppfyllt vissa krav för att bli tilldelad benämningen. Enligt lag kan vem som helst använda sig av titeln revisor. En revisor och en auktoriserad revisor omfattas av samma lagar, dock krävs det även att en auktoriserad revisor följer de etiska regler som upprättats av redovisningsorganisationen som man är medlem i.

## Reglering
Titeln auktoriserad revisor får endast användas av personer som uppfyllt de krav som finns. Det finns inget globalt krav för auktoriserade revisorer, utan varje land har sina egna krav. I USA har även samtliga delstater sina egna myndigheter som reglerar hur man blir auktoriserad revisor. De flesta länder och delstaters krav är dock väldigt lika, och kräver universitets- eller högskolestudier, praktisk erfarenhet samt godkänt resultat i revisorsexamen. I Sverige är Revisorsinspektionen tillsynsmyndighet över de auktoriserade och godkända revisorerna. I Finland regleras revisorerna av Patent- och registerstyrelsen samt av revisionslagen.

### Auktoriserad revisor i Finland
Benämningen auktoriserad revisor finns på flertalet språk, men artikeln fokuserar i detta stycke på regleringar i Sverige och Finland. Regleringarna som gäller revisorsrangen är väldigt lika varandra i båda länderna. Det är viktigt att notera att det är möjligt att vara eller bli revisor utan de krav som nämns nedan.
I Finland är det Patent- och registerstyrelsen (PRS) som godkänner revisorer och svarar för tillsynen av dessa. I anslutning till revisionstillsynen finns revisionsnämnden som är tillsatt av statsrådet. Revisionsnämnden avgör ärenden som gäller den allmänna styrningen och utvecklingen av revisionen, varningar och anmärkningar samt återkallande av revisionsgodkännanden och begäran om omprövning och ändringssökande. Kraven för att bli auktoriserad revisor i Finland är aningen mer krävande än i Sverige. För att bli godkänt revisor i Finland krävs att man avlagt en högskoleexamen, med de studier som krävs, samt erhållit tre års erfarenhet av revision. För att sedan bli auktoriserad revisor, för revision av företag av allmänt intresse samt revisor inom den offentliga förvaltningen, krävs en högre högskoleexamen samt en CGR- eller OFGR-examen. Kraven för de olika examina regleras av revisionslagen (2015/1141). Kraven för att bli CGR- eller OFGR-revisor är avlagd högre högskoleexamen eller minst fem års erfarenhet som godkänd revisor eller sju års erfarenhet av yrkesuppgifter inom redovisning, finansiering och juridik. För CGR-examen krävs därefter ett godkänt resultat i specialiseringsexamen för revisor för företag av allmänt intresse. För OFGR-examen krävs utöver ett godkänt resultat i specialiseringsexamen för revisor inom den offentliga ekonomin genomförda studier inom redovisning och ekonomi som krävs för revision av den offentliga förvaltningen och ekonomin eller minst ett år och sex månaders erfarenhet yrkeserfarenhet inom området.

### Auktoriserad revisor i Sverige
Auktoriserad revisor är en titel som utfärdas av Revisorsinspektionen till person som uppfyller kraven i Revisorslag 5§:
- Yrkesmässigt utöva revisionsverksamhet
  - Det vill säga vara anställd av eller driva revisionsbyrå
- Vara bosatt i Sverige, annat EU-land än Sverige, EES eller i Schweiz
- Varken vara i konkurs, ha näringsförbud, ha förvaltare enligt föräldrabalken, vara förbjuden att vara ekonomiskt eller juridiskt biträde
- Ha den utbildning och erfarenhet som behövs för revisionsverksamhet
  - Utbildningskravet är definierat i detalj och omfattar bland annat krav på högskoleexamen i företagsekonomi med studier i redovisning, skatterätt, statistik, associationsrätt med mera
  - Krav på minst tre års erfarenhet av arbete med revision.
- Ha avlagt Högre revisorsexamen efter avklarat prov som konstrueras av Revisorsinspektionen
- Vara redbar och i övrigt lämplig

Auktorisation av revisorer meddelas av Revisorsinspektionen för fem år i taget. För att inneha auktorisation måste man vara yrkesverksam som revisor. Inför varje ny femårsperiod gör myndigheten en kontroll av revisorns yrkesverksamhet och redbarhet.
Auktoriserad revisor kan väljas till revisor av bolagsstämma eller föreningsstämma. Utöver Revisorslagen regleras en Auktoriserad revisors verksamhet i bland annat Aktiebolagslagen. Utöver lagar vägleds revisorn av God revisorssed och God revisionssed.
Auktoriserad revisor är en skyddad titel i likhet med Godkänd revisor.[källa behövs] Revisor som inte är auktoriserad eller godkänd kallas lekmannarevisor. Sedan nuvarande examinationsregler införts är det vanligt att revisorer först ansöker om och erhåller titeln godkänd revisor och senare går upp för att skriva högre revisorsexamen och då erhålla titeln auktoriserad revisor.
Den auktoriserade revisorn rätt att göra lagstadgad revision. Revisorsinspektionen är den myndighet som svarar för godkännande och tillsyn. Den teoretiska delen av utbildningen för att bli revisor sker vid universitet eller högskola. Studierna skall omfatta minst 180 högskolepoäng och den auktoriserade revisorn skall minst erhålla en kandidatexamen. Därefter följer en treårig praktisk utbildning var man vanligen arbetar på en revisionsbyrå. De resterande två åren som krävs för att bli revisor kan göras antingen i form av teoretisk utbildning eller som fortsatt praktik. Det är även möjligt att först ta en magisterexamen (5 år) och sedan utföra sin praktiska utbildning under en revisionsbyrå. Innehållet av den teoretiska utbildningen specificeras i Revisorsnämndens föreskrifter (RNFS 1996:1) om utbildning och prov. De ämnen som krävs är bland andra mindre ämnen, företagsekonomi, beskattningsrätt och handelsrätt. Revisionsnämnden kräver att den treåriga praktiska utbildningen skall motsvara heltidsarbete och handledas av en auktoriserad eller godkänd revisor. För att erhålla titeln auktoriserad revisor krävs att man efter utförd utbildning avlägger revisorsexamen med godkänt resultat. Provet anordnas minst en gång per år. För revisorer som redan är behöriga att utföra lagstadgad revision i andra EES-länder anordnar Revisorinspektionen ett muntligt lämplighetsprov på svenska, med innehåll av svensk juridik.

## Tidigare forskning kring auktoriserad revisor

### Utbildningens vikt
Redovisning är en väletablerad sysselsättning som har uppnått hög klass i världen och mycket av dess status kan associeras med högt kvalificerade utbildningar inom området. En universitetsutbildning förknippas idag med skicklig arbetskraft med egenskaper inom analyserande och problemlösande. Att direkt söka sig in på arbetsmarknaden innan man skaffat sig en universitetsutbildning, är inom redovisning mycket sällsynt. Motiven till en universitetsutbildning drivs idag av de ekonomiska fördelar det medför sig. The Chartered Accounting Profession in Scotland gjorde en undersökning om man kunde införa ett alternativ till utbildning, detta alternativ var att införa praktiska program för personer som inte väljer att börja på universitet. Detta alternativ visade sig dock inte vara attraktivt. Undersökningen visade att hög utbildning fortfarande skulle visa sig prioriteras, även ansågs det att företag fortfarande skulle komma att prioritera högre utbildad arbetskraft. Artikeln tar alltså fram bevis på att utbildning, i dagens samhälle, har stor vikt, samt att kunna identifiera sig som professionell har sin grund i att man har en universitetsutbildning.

### Den professionella identiteten
Gammie och Kirkham säger att grunden till en professionell identitet kommer från utbildning. Susan E. Hamilton har ytterligare undersökt detta och hur den professionella identiteten som auktoriserad revisor växer fram. Hamilton undersöker denna fråga genom att se om studerande finner sin professionella identitet genom det teoretiska som behandlas i utbildningsprogrammet, eller om identiteten kommer via medlemskap i olika praktiska föreningar inom utbildningen. Hamilton analyserade olika grupper av studerande på Institute of Chartered Accountants of Scotland, genom att låta dessa grupper diskutera sin erfarenhet och utveckling inom området och på det sättet utvecklandet av sin professionella identitet som auktoriserad revisor. I undersökningen finner Hamilton att föreningar som uppkommit från utbildningsprogrammet där man utövar praktiskt kunskap inte bara fungerar i syfte att tillämpa det teoretiska man lärt sig på ett praktiskt plan, utan att det är även här den professionella identiteten utvecklas. Hamilton drar slutsatsen att det som den teoretiska utbildningen lär ut är att utbilda och ge möjlighet till teknisk kunskap medan den professionella identiteten utvecklas via praktiska föreningar.